# Cmentarz żydowski w Janowcu Wielkopolskim
Cmentarz żydowski w Janowcu Wielkopolskim – kirkut został założony w końcu XIX wieku. Mieści się przy ulicy Nowej. W czasie okupacji hitlerowskiej nekropolia uległa dewastacji i zniszczeniu. Nie zachowały się na niej żadne nagrobki. O istnieniu kirkutu przypomina pomnik. Cmentarz ma powierzchnię 0,28 ha.